# حديثة (الأنبار)
حديثة، مدينة عراقية تقع غرب العراق في محافظة الأنبار على بعد 260 كيلومتر غرب العاصمة بغداد، ويبلغ عدد سكان مدينة حديثة 49 ألف نسمة والقضاء بحوالي 100 ألف نسمة وتمتد مدينة حديثة على ضفاف نهر الفرات مسافة قدرها 25 كم، وتسكنها عشائر وقبائل عربية مختلفة من أهل مدينة حديثة، والرمادي وعنة وراوة.
وتمتاز مدينة حديثة بكثرة العلماء والأدباء والشعراء وكذلك تمتاز حديثة بكثرة علاقات القرابة والمصاهرة بين عشائر وقبائل المنطقة إلى حد اتصاف الجميع بصفة الانتساب إلى المدينة، حيث أصبح الجميع بالدرجة الأولى من الحديثيين.
وحديثة مدينة واسعة الأطراف ولها طرق متشعبة تربطها بمحافظة صلاح الدين عن طريق قضاء بيجي وتحتوي على طرق برية إلى كل من دولتي سوريا والأردن والسعودية، وتحتوي على أرض زراعية خصبة، ولكن نسبة مساحة الأراضي الخصبة المزروعة قليل جدا، وبقية أراضي حديثة صحراوية، وتعتمد على الأمطار في الزراعة لذلك زراعتها ديمية علما أن هناك مشاريع لتحسين الأراضي الزراعية عن طريق الري بواسطة الآبار وتعتمد بالشكل الأساسي على جهود أهالي المنطقة.

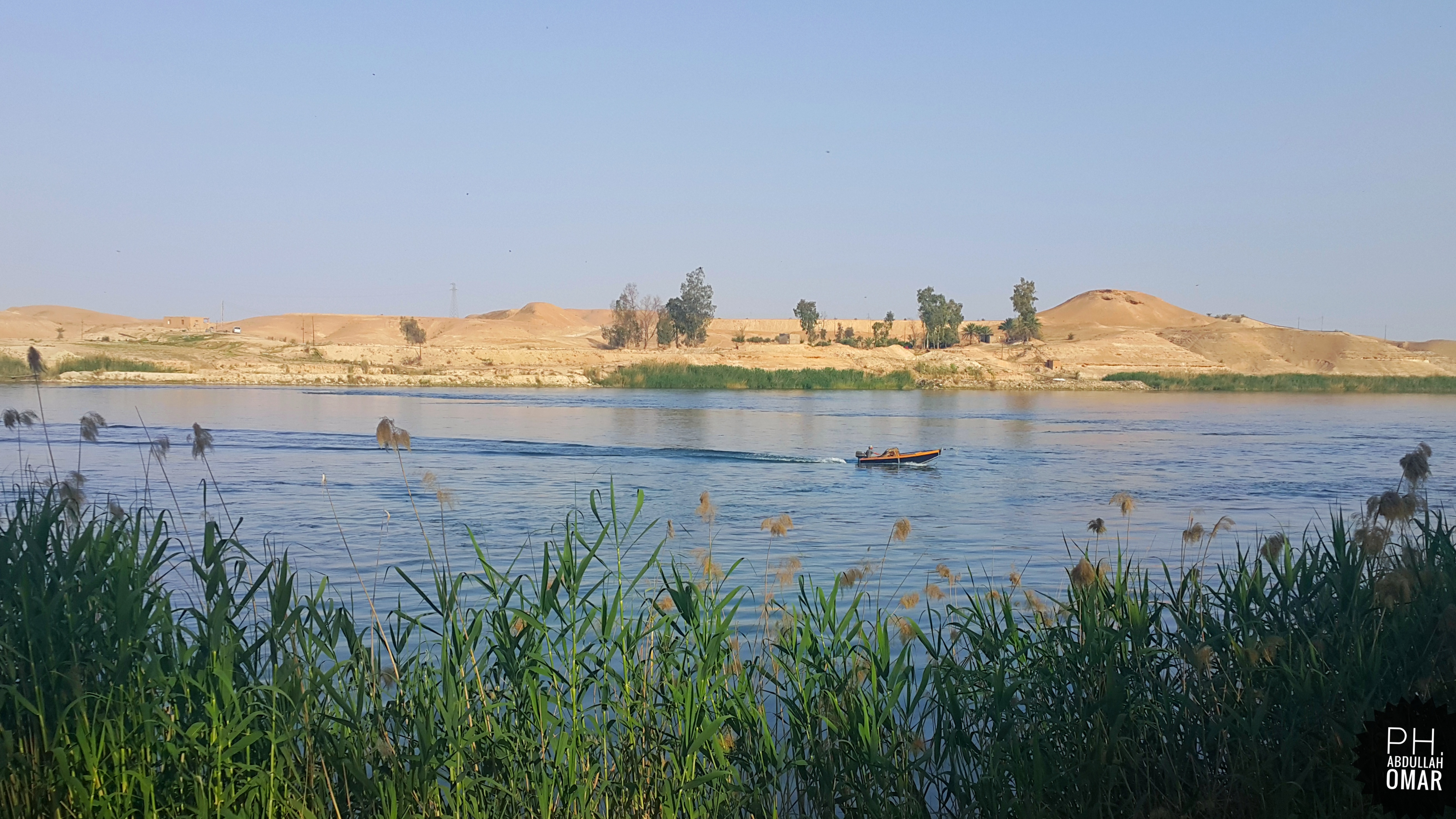
الفرات في حديثة

## أحياؤها

أحياء مدينة حديثة

| اسم الحي      | مساحته | سكانه |
| حي الشيخ حديد |        |       |
| حي الشرطة     |        |       |
| حي بني داهر   |        |       |
| حي السبحاني   |        |       |
| حي الملعب     |        |       |
| حي الكورنيش   |        |       |
| حي المعلمين   |        |       |
| حي العسكري    |        |       |
| حي الثمانية   |        |       |
| حي الرفاعي    |        |       |
| حي السراي     |        |       |
| حي اليرموك    |        |       |
| حي الحويجة    |        |       |

## المناطق الأثرية في المدينة
تحتوي المدينة على كثير من المساجد والمراقد والأضرحة القديمة ومنها مرقد وقبة ضريح الشيخ عبد القادر الآلوسي الطيار الذي يرجع نسبه إلى الشيخ الكيلاني. وكذلك جامع الفاروق الذي يرجع تاريخ بناؤه إلى عام 16 هجرية في عهد الخليفة عمر بن الخطاب خلال الفتح الإسلامي للعراق.
وفي سنة 2009 قالت وكالة براثا "أدت موجات الجفاف واقامة السدود الى انحسار واسع النطاق لمياه بحيرة حديثة في محافظة الانبار غرب البلاد الامر الذي كشف النقاب عن مبان عتيقة ومواقع دفن يخشى علماء الاثار ان تصبح نهبا للصوص الاثار والمقابر. وقال ياسين جبارة خبير الاثار الذي يشرف على مواقع حديثة في تصريح صحفي عثرنا في الاونة الاخيرة على مقابر تم نبشها ومحتويات مهشمة من القبور حولها" واضاف انه عثر ايضا على بعض العظام المتناثرة قرب المقابر مشيرا الى ان سبب تناثرها هو المياه التي جرفتها او الانشطة البشرية التي حدثت في عهد ليس ببعيد".

## غزو العراق
خلال الغزو الأمريكي للعراق 2003 م إلى 2008 م لم تفلح القوات الأمريكية بالسيطرة على المدينة، مما دفعها إلى التمركز خارج المدينة، وقد اتخذت من منطقة سد حديثة معسكر لها، لأن المدينة تبعد 300 كيلومتر عن بغداد وتبعد مسافة شاسعة عن القواعد الأمريكية ببغداد ووجود الجماعات المسلحة في قضاء الرمادي والكرمة والفلوجة والمحمودية واليوسفية تقاتل وتضرب القوات الأمريكية في الخلف من العوامل الاساسية لذلك وعوامل أخرى ساهمت في عدم سيطرة القوات الأمريكية على المدينة، وحالياً تسيطر شرطة الأنبار على المدينة وعلى القرى والمدن المجاورة كمدينة بروانة والحقلانية.

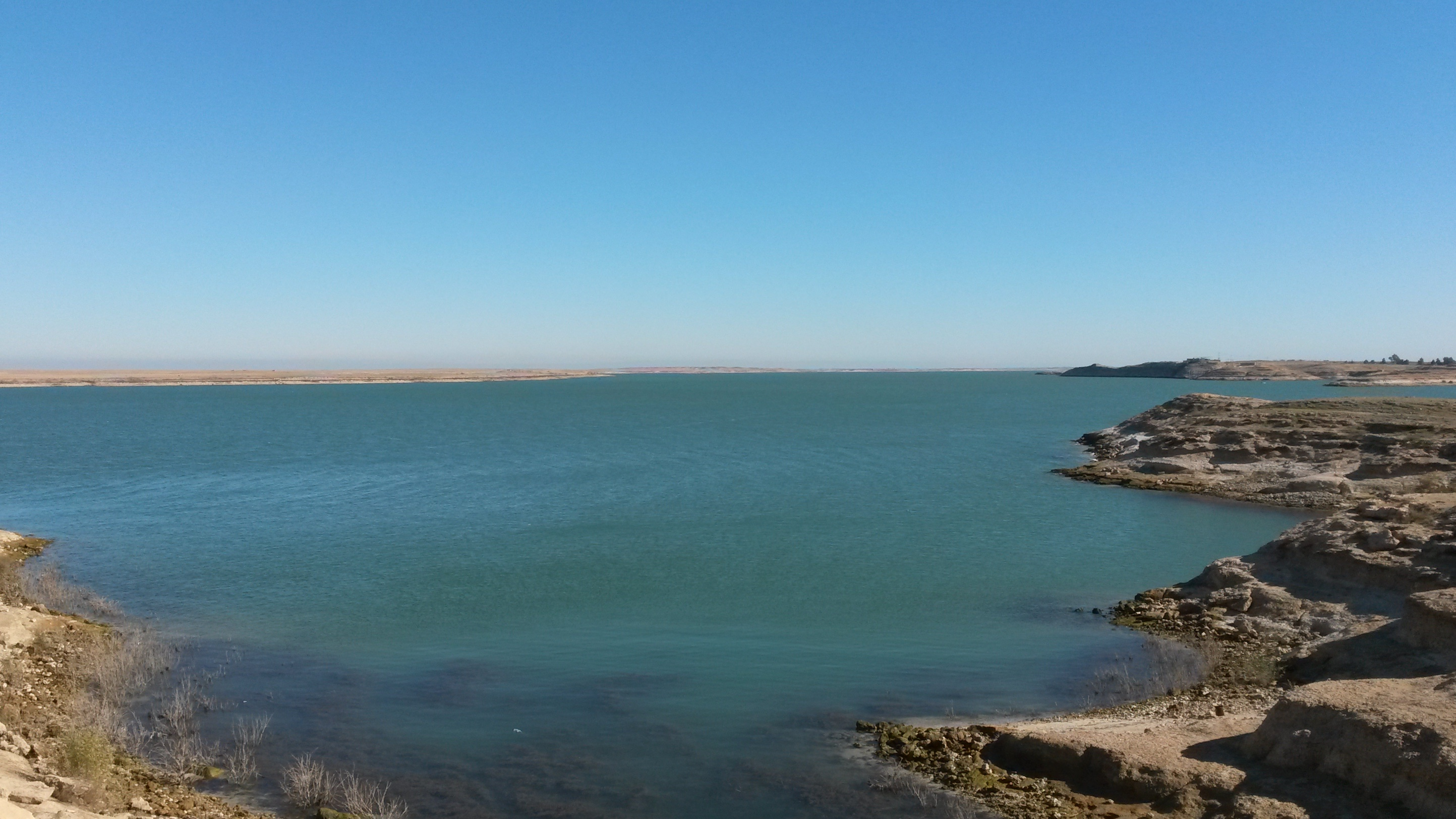
بحيرة القادسية في حديثة

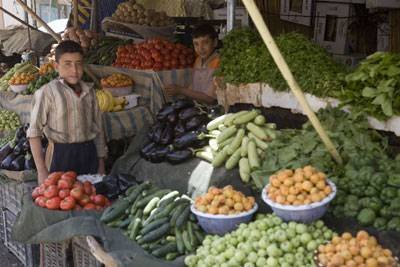
سوق فواكه وخضار في حديثة

يوجد قرب المدينة سد حديثة وخلفه بحيرة ضخمة، يحتوي هذا السد على ستة محطات كهرومائية ومنفذين للتفريغ والمسيل المائي الذي يضم ستة فتحات مسيطر عليها بواسطة بوابات شعاعية، يغذي هذا السد احتياجات مدن الانبار من الطاقة الكهربائية.
تتميز مدينة حديثة بوجود استقرار في توزيع الكهرباء والماء، كما تميزت بالسابق بوجود نظام إروائي انفردت به القليل من مناطق العراق وهذا النظام يعتمد على رفع الماء من النهر إلى الأراضي الزراعية المرتفعة عن مستوى النهر عن طريق (النواعير) التي تدار ذاتيا من قبل حركة جريان النهر. كما تميزت حديثة بخصوبة أرضها ومناظرها الخلابة.

## أحداث
- طالع: مجزرة حديثة